# Лук гунибский
Лук гунибский (лат. Allium gunibicum) — многолетнее травянистое растение, вид рода Лук (Allium) семейства Луковые (Alliaceae).

## Распространение и экология
В природе ареал вида охватывает Дагестан, Чечню (приток реки Фартанга) и Грузию (Хевсурети).
Ксерофит. Произрастает на скалах и каменистых склонах на высоте 600—2000 метров над уровнем моря.

## Ботаническое описание
Многолетнее луковичное растение. Луковицы яйцевидно- или удлинённо-конические, диаметром до 7,5 мм, длиной 2—7 см с бурыми кожистыми оболочками, прикреплены по нескольку штук к короткому корневищу.
Листьев 3—4 штуки, они гладкие, желобчатые, полуцилиндрические, шириной 0,5—1 мм, длиной почти равны цветоносу.
Цветонос высотой до 15—30 сантиметров, тонкий, у основания покрыт влагалищами листьев. Соцветие — полушаровидный рыхлый зонтик, малоцветковый. Чехол немного короче зонтика, с длинным носиком, неопадающий. Листочки околоцветника эллиптические, длиной около 5 мм, розово-пурпурные. Цветоножки равной длины, в 1,5—2 раза длиннее околоцветника, имеют при основании немногочисленные прицветники. Тычинки в 1,5 раза длиннее околоцветника, нити их розового цвета, у основания сросшиеся между собой и с околоцветником. Столбик длиннее околоцветника.
Коробочка немного короче околоцветника.
Цветёт лук гунибский в июле—августе.

## Таксономия
Вид Лук гунибский входит в род Лук (Allium) семейства Луковые (Alliaceae) порядка Спаржецветные (Asparagales).
|  |                                      |  |                                                             |                                                             |                   |  | ещё 24 семейства (согласно Системе APG II) | ещё 24 семейства (согласно Системе APG II) |                     |  |  |  | ещё более 870 видов |
|  |                                      |  |                                                             |                                                             |                   |  | ещё 24 семейства (согласно Системе APG II) | ещё 24 семейства (согласно Системе APG II) |                     |  |  |  | ещё более 870 видов |
|  |                                      |  |                                                             | порядок Спаржецветные                                       |                   |  |                                            |                                            | род Лук             |  |  |  |                     |
|  |                                      |  |                                                             | порядок Спаржецветные                                       |                   |  |                                            |                                            | род Лук             |  |  |  |                     |
|  | отдел Цветковые, или Покрытосеменные |  |                                                             |                                                             | семейство Луковые |  |                                            |                                            | вид Лук гунибский   |  |  |  |                     |
|  | отдел Цветковые, или Покрытосеменные |  |                                                             |                                                             | семейство Луковые |  |                                            |                                            |                     |  |  |  |                     |
|  |                                      |  | ещё 44 порядка цветковых растений (согласно Системе APG II) | ещё 44 порядка цветковых растений (согласно Системе APG II) |                   |  |                                            | ещё около 300 родов                        | ещё около 300 родов |  |  |  |                     |
|  |                                      |  |                                                             | ещё 44 порядка цветковых растений (согласно Системе APG II) |                   |  |                                            |                                            | ещё около 300 родов |  |  |  |                     |